# محمد صادق بحر العلوم
السيد محمّد صادق بن حسن بن إبراهيم بحر العلوم (1897 - 16 يونيو 1979) (1315 - 21 رجب 1399) عالم مسلم وقاضي وشاعر عراقي من أهل القرن الرابع عشر الهجري/ العشرين الميلادي. ولد في النجف ودرس فيها على كبار علماء عصره، فأتقن العربية وآدابها والأصول والفقه والتفسير. سافر إلى سوريا ولبنان واتصل بكبار علمائهما. تأثر بمحمد طاهر السماوي ولازمه طيلة عشرين عامًا. كان مولعًا بجمع الكتب القيم والنادرة واحتفظ بآثار نفيسة في مكتبة، وكتب بخط يده كثيراً من الكتب. عيّن قاضياً للشرع في محاكم العراق سنة 1948. أجازه جمع من العلماء وفي طليعتهم محسن الأمين. له مؤلفات عديدة في الفقه ومجموعات شعرية.

## سيرته
هو السيد محمد صادق بن حسن بن إبراهيم بن حسين بن رضا بن محمد مهدي بحر العلوم، وينتهي نسبه إلى إبراهيم الملّقب طباطبا بن إسماعيل الديباج بن إبراهيم الغمر بن الحسن المثنّى بن حسن بن علي. ولد في النجف سنة 1897م/ 1315 هـ ودرس بها مرحلة المقدمات والسطوح على علماء عصره، وحضر مرحلة البحث الخارج على يد بعضهم. واصل البحث والمطالعة في كتب الأنساب والتاريخ واللغة والأدب، وقد حقق بعض كتب التراث. سافر إلى سوريا وبقي فيها سنتين اجتمع فيها بكبار علمائها وأدبائها وكانت له معهم مناظرات أدبية وعلمية. وقد عُين قاضياً شرعياً في محاكم العراق حيث ارتأت وزارة العدل تعيينه قاضيا للشرع في محاكم العراق بتاريخ الثالث والعشرين من شهر جمادى الآخرة من عام 1367هـ/ 2 مايو 1948 فتولى القضاء في العمارة ثم البصرة.
من أساتذته محسن القزويني وأبو الحسن المشكيني وأبو تراب الخوانساري، وقد أجازه. ومحمد حسين النائيني وأبو الحسن الأصفهاني. وممن أجازه محسن الأمين وآغا بزرك الطهراني ومحمد حسين النائيني.
توفي اليوم الحادي والعشرين من شهر رجب من عام 1399هـ/ 16 يونيو 1979 في النجف.

## حياته الشخصية
تزوج محمد صادق بحرالعلوم وهو شاب ببنت عمه محمد بحر العلوم فكان ثمرة هذا الزواج بنت وولد وهو مهدي بحر العلوم.

## مؤلفاته
من مؤلفاته:
- الدرر البهية في تراجم علماء الإمامية من القرن الحادي عشر إلى القرن العشرين.
- المجموع الرائق على طريقة الكشكول
- السلاسل الذهبية
- دليل القضاء الشرعي
- ديوان شعر
- حاشية على كتاب الرسائل للشيخ مرتضى الأنصاري
- حاشية على كتاب المكاسب للشيخ مرتضى الأنصاري
- حاشية كتاب كفاية الأصول للشيخ محمد كاظم الخراساني